# Таврини
Таврините (на латински: Taurini) са народ, който приблизително между 7 и 3 век пр.н.е. заема Паданската низина в центъра на днешен регион Пиемонт, Северна Италия.
Те не трябва да се бъркат с  тавриските (или нориките), които живеят в Норик в Бавария (макар че част от тях би могла да произхожда от самите таврини, разположени в района на Пиемонт), нито със самнитите тавразини (в Ирпиния). Във всички тези случаи обаче името им би могло да произлиза от един и същ индоевропейски корен taur, свързан или с древногръцката дума ορος (oros = планина), или със санскритската sthur („масивен“, „здрав“, но също така „див“).
Те са споменати като Taurĩnoí (Ταυρῖνοί) от Полибий (2 век пр.н.е.), Taurini от Тит Ливий (края на 1 век пр.н.е.), Taurinoí (Ταυρινοί) от Страбон (нач. на 1 век пр.н.е.), Taurinorum от Плиний Стари (1 век пр.н.е.) и Taurínōn (Ταυρίνων; вариант Ταυρικῶν, Ταυρινῶν) от Птолемей (2 век пре.н.е.).
Най-разпространеното мнение е, че таврините са от лигурски етнос, макар че вековният контакт с келтското население може да е променил културата им до степен да ги направи не толкова ясно разграничаеми от последните. В този смисъл древните автори имат затруднения да ги класифицират (за Плиний Стари и Страбон те са „древни лигури“, за Тит Ливий – „полугали“, за Апиан – „келти“), като и днес те често биват дефинирани внимателно и общо взето като келто-лигури.
Според Полибий основното им седалище е Тавразия, но все още не е възможно археологически да се посочи точното му местоположение, макар че се намира близо до сливането на реките По и Дора Рипария, тоест на територията на Ванкилиета (зона в днешния квартал Ванкилия в северноиталианския град Торино).

## История
Много оскъдните документални и археологически източници не позволяват да се хвърли пълна светлина върху този народ, рядко споменаван от древни автори. И Тит Ливий, и Страбон съобщават, че зоната на таврините включва и някои проходи от близките Котски Алпи, като по този начин контролират комуникационните маршрути с Галия. Италианският драматург и историк от 17 век Емануеле Тезауро в своята „История на град Торино“, като се позовава на древногръцкия мит за Фаетон, наричан Еридан (древното име на река По), посочва, че Фаетон, посветен на египетските култове, след напускане на Средиземно море поради несъгласия с жреческите касти достига Северна Италия, минавайки през бреговете на Тиренско море и пристига в днешна Лигурия. Оттам той достига до голяма равнина, пресечена от дълга река, приличаща на Нил. Там той, според думи на Тезауро, основава култ, посветен на бог Апис във формата на бик, около 15 век пр.н.е. Таврините, също посветени на териоморфните култове, се приспособяват към това ново божество.
С развитието на културата Голасека и последвалите галски нашествия от басейна на реките По и Тичино (5 век пр.н.е.), лигурското население, присъстващо в Пиемонт, постепенно се оттегля на запад от река Дора Балтеа и на юг от река По. Не е известно до каква степен това галско нашествие взима конфронтационна или мирна форма. В полза на втората хипотеза се отбелязва, че няма ясни граници между келтските и лигурските области. Изглежда, че таврините първи завземат равнината, гледаща към Вал ди Суза и Ланцо, започвайки от около 7 век пр.н.е., докато на север те граничат с вече съществуващите племена на саласите (в района на Канавезе), а на юг с епантерите (в равнината между Карманьола и Бра), и кабуриатите (разположени в равнината между реките Пеличе и По). Според Плиний таврините са посветени на земеделието, горското стопанство и скотовъдството; той споменава отглеждането на asia (разновидност на ръжта) и събирането на реколта от araviceli (разновидност на кедровите ядки).
През 218 г. пр.н.е. тавринитете са нападнати от Ханибал, който вече е в съюз с галите инсубри – техен отколешен враг. Таврините се присъединяват към войниците на Рим, за да се противопоставят на картагенския лидер, но Тавриния или Тавразия (в зависимост от източниците) са разрушени след тридневна обсада. Въпреки че не са открити археологически доказателства, се смята, че този град се е намирал на кръстовището между реките По и Дора Рипария, следователно в района на сегашната Ванкилиета (район в днешния торински квартал Ванкилия). И тук източниците са несигурни: според Полибий Тавриния или Тавразия са само главният от многото таврински гарнизони, докато Ливий твърди, че това е единственият им град.
С последвалото поражение на Ханибал и неговите съюзнически галски войски районът на Централен Пиемонт, считан за гранична област, започва бавно да се интегрира във владенията на Рим: във Вал ди Суза и във Вал Кизоне е създадено Кралството на Коций (от името на един от техните суверени – Марк Юлий Коций), който, макар и съюзник на Рим, официално запазва своята независимост до края на 1 век, докато триумвирите извеждат колонията Юлия Тавринорум, която Октавиан Август около 28 г. пр.н.е. преименувана на Юлия Августа Тавринорум.